# مایکل اسمیت (بازیکن فوتبال، زاده ۱۹۹۱)
مایکل اسمیت (انگلیسی: Michael Smith؛ زادهٔ ۱۷ اکتبر ۱۹۹۱) بازیکن فوتبال اهل بریتانیا است.
از باشگاه‌هایی که در آن بازی کرده است می‌توان به باشگاه فوتبال دارلینگتون، باشگاه فوتبال چارلتون اتلتیک، باشگاه فوتبال نیوپورت کانتی، باشگاه فوتبال کولچستر یونایتد، باشگاه فوتبال ای‌اف‌سی ویمبلدون، باشگاه فوتبال پورتسموث، باشگاه فوتبال سوئیندون تاون، باشگاه فوتبال آکرینگتون استنلی، باشگاه فوتبال وورکینگتون ای. اف. سی، و باشگاه فوتبال بارنزلی اشاره کرد.